# Centrale hydroélectrique de Kaniv
La centrale hydroélectrique de Kaniv est une centrale hydroélectrique et un barrage au fil de l'eau situé près de Kaniv, en Ukraine. Le barrage a créé le réservoir de Kaniv.

## Liens
- Énergie en Ukraine.